# We Still Don’t Trust You (песня)
«We Still Don’t Trust You» — песня американского рэпера Фьючера, продюсера Metro Boomin, и канадского певца The Weeknd. Она была отправлена в эфир итальянского радио в качестве лид-сингла с одноименного совместного студийного альбома Фьючера и Metro Boomin We Still Don’t Trust You через неделю после его выхода 19 апреля 2024 года. Ее официальное музыкальное видео было выпущено шестью днями ранее, то есть через день после выхода родительского альбома, и в нем снялась канадская модель Винни Харлоу с нарушением пигментации кожи.

## Отзывы
Песня получила одобрение музыкальных критиков. Майкл Сапонара из Billboard назвал «We Still Don’t Trust You» лучшей песней на We Still Don’t Trust You. Сапонара отметила, что трек содержит «мягкие барабаны и писк, который звучит как монитор ЭКГ сердца, задавая тон тому, что будет в этом блокбастере, где Фьючер повторяет вступительное название, прежде чем зловещий напев The Weeknd вторгается в помещение».
Дакота Уэст Фосс из Sputnikmusic сравнила звучание песни со звучанием пятого студийного альбома Weeknd, Dawn FM (2022), а не с «чем-то, что соответствует образу главного дуэта проекта, и это действительно комплимент».

## Чарты

### Еженедельные чарты
| Чарт (2024)                            | Высшая позиция |
| -------------------------------------- | -------------- |
| Австралия (ARIA)                       | 66             |
| Австралия Hip Hop/R&B (ARIA)           | 12             |
| Канада (Billboard Canadian Hot 100)    | 21             |
| Мир (Billboard Global 200)             | 21             |
| Греция (IFPI)                          | 18             |
| Новая Зеландия (RMNZ)                  | 5              |
| Португалия (AFP)                       | 97             |
| Словакия (Singles Digitál Top 100)     | 77             |
| Швеция (Heatseeker, Sverigetopplistan) | 12             |
| Швейцария (Schweizer Hitparade)        | 57             |
| ОАЭ (IFPI)                             | 15             |
| Великобритания (UK Singles Chart)      | 49             |
| США (Billboard Hot 100)                | 22             |